# ウエパイル
ウエパイル（スペイン語: Huépil）は、チリ共和国・ビオビオ州ビオビオ県にある都市。人口は10 495人。トゥカペルの首都。1962年または1963年に開通したラマル・モンテ・アギラ - ポルクーラ線(es)という鉄道路線が、かつてモンテ・アギラとトゥカペルを結んでいた。

## ギャラリー

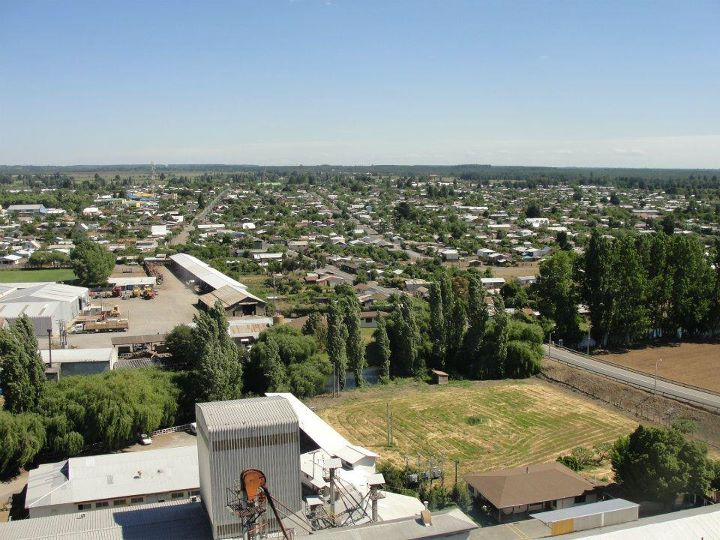
ウエパイル。
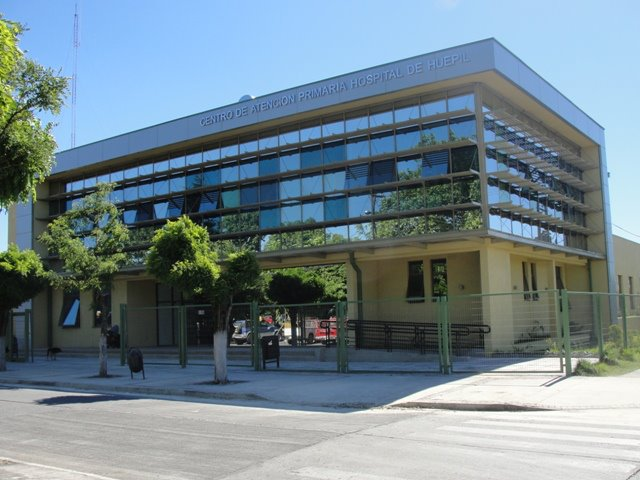
病院
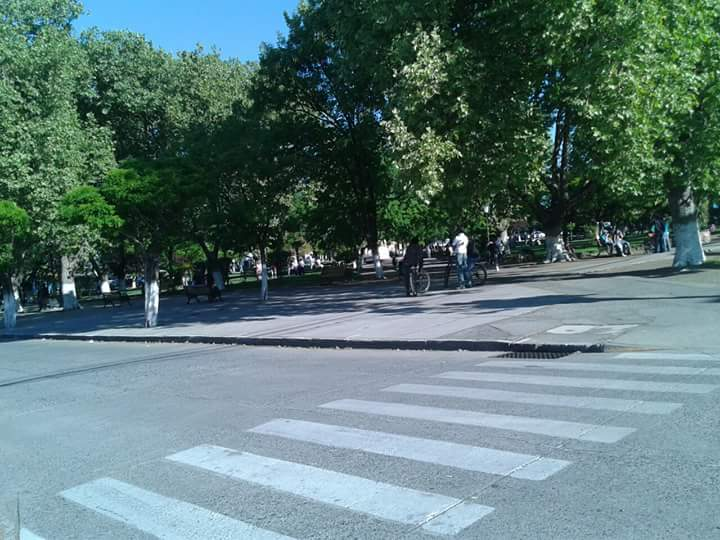
メイン広場
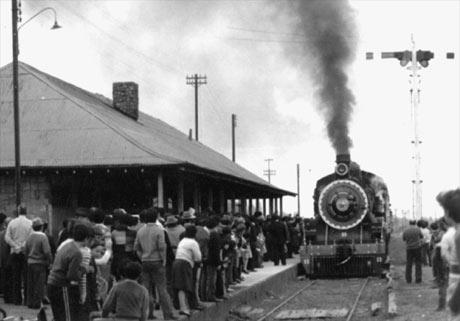
ウエパイル駅 (20世紀)

## 脚註
1. ↑  “Municipalidad de Tucapel” (スペイン語). Municipalidad de Tucapel. 2020年6月24日閲覧。
2. ↑  ““Ciudades, pueblos, aldeas y caseríos de Chile|チリ国立統計研究所”.”. 2019年11月30日閲覧。
3. ↑  “Municipalidad de Tucapel” (スペイン語). Municipalidad de Tucapel. 2020年6月24日閲覧。
4. ↑  Historia Breve de Monte Aguila - Chile 公式サイト